# Caecognathia sanctaecrucis
Caecognathia sanctaecrucis är en kräftdjursart som först beskrevs av Schultz 1972.  Caecognathia sanctaecrucis ingår i släktet Caecognathia och familjen Gnathiidae. Inga underarter finns listade i Catalogue of Life.